# Antambohobe
Antambohobe is een plaats en gemeente in Madagaskar in het district Ivohibe, gelegen in de regio Ihorombe. Een volkstelling in 2001 telde het inwonersaantal op 8867 inwoners.
De plaats biedt enkel lager onderwijs aan. 75% van de bevolking werkt als landbouwer, 24,4% leeft van de veeteelt, 0,4% leeft van de visserij en 0,2% heeft een baan in de dienstensector. Het belangrijkste landbouwproduct is rijst, andere belangrijke producten zijn bonen, Saccharum, maïs en cassave.